# Marina Ninchi
Marina Ninchi (Roma, 19 aprile 1940) è un'attrice italiana.

## Biografia
All'anagrafe Marina Veronelli Ninchi Gianello, è la figlia dell'attrice Ave Ninchi e dell'amministratore teatrale Antonio Gianello; è anche la nipote di Annibale e Carlo Ninchi e la cugina di Alessandro e Arnaldo Ninchi.
Come attrice ha recitato al teatro, dove va ricordato lo spettacolo Le Mini Donne del 1966, con Ave Ninchi, Antonella Steni e Sandra Mondaini. Al cinema ha lavorato fra gli altri con Franco Zeffirelli in Storia di una capinera, Pupi Avati in Il nascondiglio e con Roberto Benigni in Johnny Stecchino.
In televisione ha recitato nelle due stagioni di Commesse, La dottoressa Giò, in Il papa buono e L'uomo che sognava con le aquile. Ha avuto il ruolo di Augusta nella seconda stagione di Un medico in famiglia e quello di Mirella nella quarta stagione de I Cesaroni.

## Filmografia

### Cinema
- Sul far della notte, regia di Claude Chabrol (1971)
- Johnny Stecchino, regia di Roberto Benigni (1991)
- Storia di una capinera, regia di Franco Zeffirelli (1993)
- Il giudice ragazzino, regia di Alessandro Di Robilant (1994)
- Il nascondiglio, regia di Pupi Avati (2007)

### Televisione
- Un uomo di rispetto, regia di Damiano Damiani – miniserie TV (1993)
- La dottoressa Giò – serie TV (1997-1998)
- Costanza, regia di Gianluigi Calderone – miniserie TV (1998)
- Commesse – serie TV (1999-2002)
- Ciao professore – serie TV (1999)
- Un medico in famiglia 2 – serie TV (2000)
- Il papa buono, regia di Ricky Tognazzi – miniserie TV (2003)
- Il veterinario, regia di José María Sánchez – miniserie TV (2005)
- L'uomo che sognava con le aquile di Vittorio Sindoni – miniserie TV (2006)
- I Cesaroni 4 – serie TV (2010)
- Il bambino cattivo di Pupi Avati – film TV (2013)